# Yandell Henderson

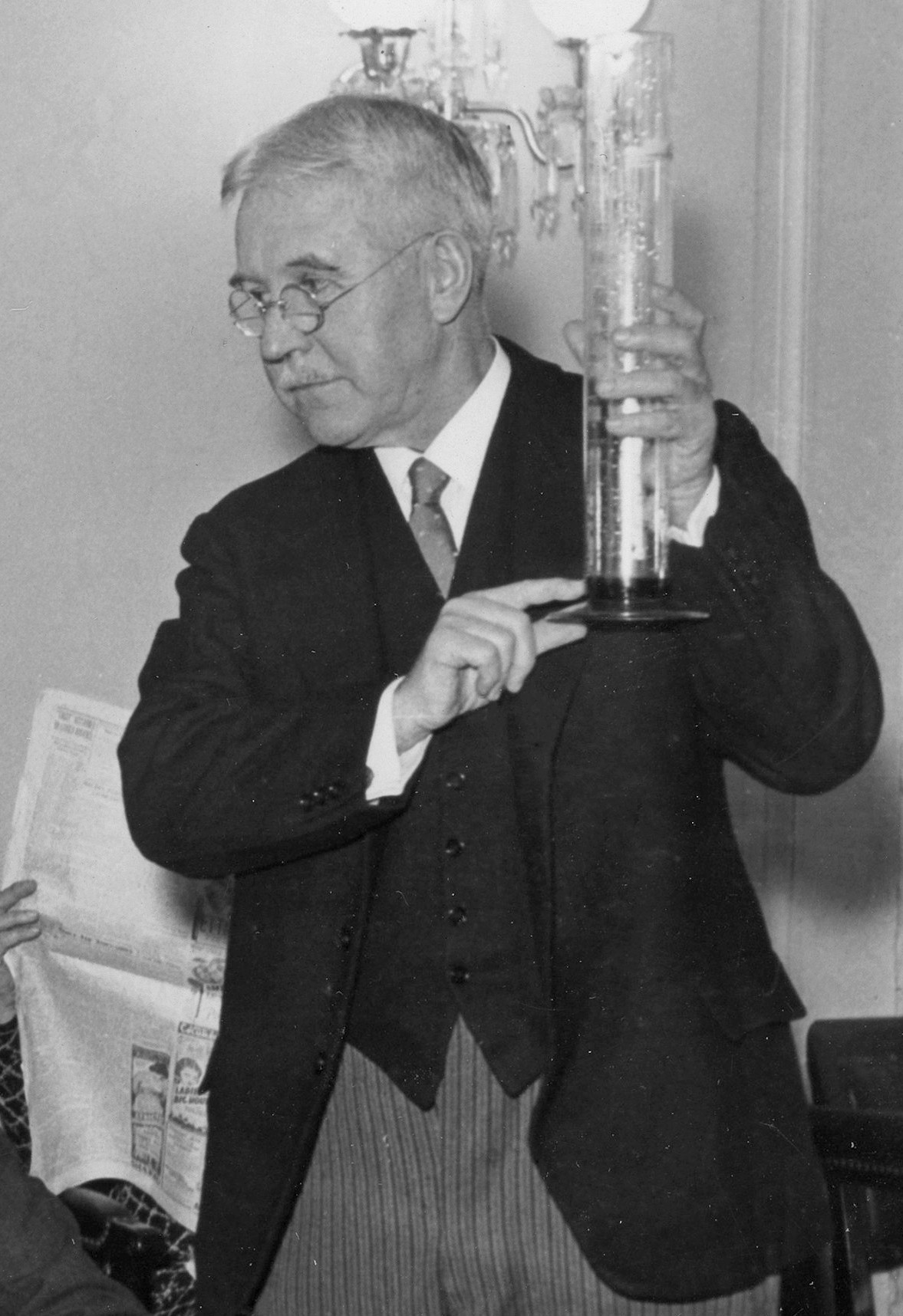
Yandell Henderson, 1932

Yandell Henderson (* 23. April 1873 in Louisville, Kentucky; † 18. Februar 1944 in La Jolla, Kalifornien) war ein US-amerikanischer Physiologe an der Yale University.
Henderson leistete wichtige Beiträge zur Physiologie des kardiorespiratorischen Systems mit Schwerpunkt auf praktischen Anwendungen wie Wiederbelebung, Luftverschmutzung, Sicherheit im Bergbau oder Flugmedizin.

## Leben und Wirken
Yandell Henderson erwarb 1895 an der Yale University einen Bachelor und 1898 bei Russell Henry Chittenden einen Ph.D. in Biochemie. Anschließend studierte er bei dem späteren Nobelpreisträger Albrecht Kossel in Marburg und bei Carl von Voit in München. 1900 erhielt Henderson bei Chittenden an der Yale University eine Stelle als Lecturer. 1911 übernahm er selbst eine Professur, die er bis 1920 innehielt. In jenem Jahr wechselte er auf eine Professur an der Graduate School der Yale Medical School. Im Labor für angewandte Physiologie war er von Lehrverpflichtungen weitgehend freigestellt. 1938 wurde er emeritiert, blieb aber wissenschaftlich aktiv.
Obwohl er ursprünglich Biochemie studierte, wandte Henderson sich früh der kardiovaskulären Physiologie zu, einschließlich der Leistung des Herzens, des venösen Rückflusses und des Schocks. Sein Interesse an der Höhenphysiologie wurde geweckt, als er zusammen mit John Scott Haldane die anglo-amerikanische Pikes-Peak-Expedition von 1911 organisierte. Er studierte die Blutveränderungen bei Akklimatisierung, die Arbeitsfähigkeit in extremen Höhen und Probleme in der Flugmedizin. Fragen der Bergbausicherheit weckten sein Interesse an Kohlenmonoxidvergiftung, Wiederbelebung und Belüftungsstandards für lange Autotunnel. Er plädierte für die Anerkennung der klinischen Physiologie als Disziplin und leistete einen Beitrag zur Physiologie der Anästhesie und Asphyxie bei Neugeborenen.
Zwischen 1928 und 1932 wurde Henderson achtmal für einen Nobelpreis für Physiologie oder Medizin vorgeschlagen – unter anderem von Heinrich Wieland, Hans Horst Meyer, Hans Eppinger junior und Joseph Erlanger. Henderson wurde 1923 Mitglied der National Academy of Sciences und 1935 Mitglied der American Philosophical Society. Die Connecticut Medical Society verlieh ihm ein Ehrendoktorat (M.D.). Die Datenbank Scopus, die Zitationen überwiegend erst aus der Zeit nach den 1970er Jahren erfasst, dokumentiert für Henderson einen h-Index von 6.
Yandell Henderson war seit 1903 mit Mary Gardner Colby verheiratet. Der Ehe entstammen ein Sohn, der spätere Physik-Professor Malcolm Colby Henderson, und eine Tochter, Sylvia Yandell Henderson. Yandell Henderson starb in La Jolla, Kalifornien, während er seinen Sohn besuchte.

## Schriften
- Noxious Gases, 1927
- A new deal in liquor, 1934.
- Adventures in Respiration, 1938.
- Atmung, Erstickung, Wiederbelebung, Leipzig 1941.